# Viktoria Pinther
Viktoria Pinther (Wenen, 16 oktober 1997) is een Oostenrijks voetbalspeelster. Ze speelt als aanvaller voor Parma Calcio in de Serie A.

## Clubcarrière
Pinther speelde van 2015 tot 2018 voor het vrouwenteam van SKN St. Pölten. Voorafgaand aan het seizoen 2018/19 ging ze een nieuwe uitdaging aan bij het Duitse SC Sand. In juli 2020 stapte ze over naar competitiegenoot Bayer 04 Leverkusen. Twee jaar later verkaste ze naar FC Zürich. Ze tekende een contract tot medio 2024, dat niet werd verlengd.
Op 6 juni 2024 werd bekend dat Pinther een contract had getekend bij het Franse Dijon FCO. Na een seizoen vertrok ze naar het Italiaanse Parma Calcio 2022.

## Statistieken
| Seizoen | Club                | Land        | Competitie   | Wedstrijden | Doelpunten |
| ------- | ------------------- | ----------- | ------------ | ----------- | ---------- |
| 2018/19 | SC Sand             | Duitsland   | Bundesliga   | 15          | 0          |
| 2019/20 | SC Sand             | Duitsland   | Bundesliga   | 21          | 3          |
| 2020/21 | Bayer 04 Leverkusen | Duitsland   | Bundesliga   | 8           | 0          |
| 2022/23 | FC Zürich           | Zwitserland | Supsr League | 20          | 8          |
| 2023/24 | FC Zürich           | Zwitserland | Supsr League | 23          | 10         |
| 2024/25 | Dijon FCO           | Frankrijk   | Division 1   | 22          | 8          |
| 2025/26 | Parma Calcio        | Italië      | Serie A      | 0           | 0          |
| Totaal  | Totaal              | Totaal      | Totaal       | 109         | 29         |

Laatste update: 11 juli 2025

## Interlandcarrière
Pinther maakte in 2016 haar debuut voor het Oostenrijkse nationale team. Een jaar later was ze onderdeel van de Oostenrijkse selectie op het succesvolle EK 2017, waarin de halve finale werd gehaald.